# Bill Sharman
Pour les articles homonymes, voir Sharman.
William Walton « Bill » Sharman, né le 25 mai 1926 à Abilene (Texas, États-Unis) et mort le 25 octobre 2013 est un joueur et entraîneur professionnel de basket-ball. Mobilisé lors de la Seconde Guerre mondiale de 1944 à 1946 dans l'US Navy, Bill Sharman devient joueur professionnel de basket-ball et de baseball dans les années 1950. Après sa carrière de joueur, pendant laquelle il gagne les quatre premiers titres de champion NBA avec les Celtics de Boston (1957, 1959, 1960 et 1961) , Sharman devient entraîneur et devient un des deux entraîneurs (l'autre étant Alex Hannum) à avoir remporté les titres ABA (en 1971 avec les Stars de l'Utah) et NBA (en 1972 avec les Lakers de Los Angeles), surtout consécutivement.
Sharman est intronisé au Basketball Hall of Fame en 1976 comme joueur, puis de nouveau en 2004, cette fois en tant qu'entraîneur. Il est alors l'une des trois seules personnes nommées à ces deux titres, précédé par John Wooden (1961 et 1973) et Lenny Wilkens (1989 et 1998).

## Carrière de joueur de baseball
De 1950 à 1955, Sharman joue au baseball avec des clubs des Ligues mineures (MLB) affiliés aux Dodgers de Brooklyn de la Ligue majeure de baseball. Rappelé par Brooklyn en 1951, Sharman n'est finalement invité à jouer dans aucune partie. Cependant, le 27 septembre 1951, dans un match à Boston contre les Braves, l'arbitre Frank Dascoli expulse de la partie tous les joueurs des Dodgers se trouvant sur le banc des joueurs, après que plusieurs d'entre eux l'aient chahuté pour une décision discutable. Sherman a donc la particularité d'être le seul joueur de l'histoire de la MLB à avoir été expulsé d'un match sans jamais avoir joué de partie dans les Ligues majeures.

## Carrière de joueur de basket-ball
Bill Sharman est choisi, le 25 avril 1950 au vingt-troisième rang de la draft 1950 par les Capitols de Washington. Le 9 janvier 1951, lors de la draft de dispersion pour la disparition des Capitols de Washington, il est choisi par les Pistons de Fort-Wayne. Le 26 avril 1951 il est échangé avec le joueur des Celtics de Boston, Chuck Share (numéro un de la draft 1950).
Malgré ses bons résultats et une bonne équipe, les Celtics n'arrivent pas à franchir le dernier palier pour accéder aux finales NBA. En 1952 ils perdent en demi-finale de division face aux Knicks de New York, ensuite pendant trois ans en 1953 (encore face aux Knicks), 1954 (face aux Nationals de Syracuse) et 1955 (encore face à Syracuse) ils échouent en finales de division. Ils échouent encore une fois en demi-finales de division toujours face à Syracuse en 1956.
Il est connu pour avoir fait équipe dans les années 1950 avec Bob Cousy aux Celtics de Boston, où on dit qu'ils forment le meilleur duo d'arrières de l'époque. Alors que Cousy est d'abord un meneur, Sharman est un pur shooteur.
Sharman met un terme à sa carrière de joueur de basket-ball après 11 saisons en 1961. Il est l'un des premiers arrières à avoir une réussite aux tirs supérieure à 40 %. Bill Sharman demeure aujourd'hui encore le joueur qui compte le plus de titres de joueur le plus adroit aux lancers-francs de la NBA avec 7 titres (1953 à 1957, 1959 et 1961), il est également le joueur ayant obtenu le plus de titres consécutifs dans cette catégorie avec 5 (1953-1957).

## Carrière d'entraîneur de basket-ball

### Début en NBA
Il commence sa carrière d'entraîneur lors de la saison 1966-1967 en s'engageant dans la franchise des Warriors de San Francisco qu'il conduit en finales NBA, mais l'équipe est battue par les 76ers de Philadelphie quatre victoires à deux. L'année suivante l'équipe est battue en finales de Conférence par les Lakers de Los Angeles quatre victoires à zéro.

### Trois ans en ABA et un titre
Il quitte les Warriors pour se lancer dans un nouveau défi, il s'engage chez les Stars de Los Angeles qui évoluent dans la toute récente (créée en 1967) ABA. La première année l'équipe ne se qualifié pas en playoffs, l'année suivante, l'équipe se qualifie en terminant quatrième de sa division. Grâce à de très bons playoffs l'équipe arrive en finales ABA, mais est battue par les Pacers de l'Indiana quatre victoires à deux. Au début de la saison 1970-71, la franchise déménage de Los Angeles à Salt Lake City et prend le nom de Stars de l'Utah. À la fin de la saison régulière les Stars sont second derrière les Pacers de l'indiana (passé de la division Est à la division Ouest). En playoffs ils battent les Chapparrals du Texas (4-0), ils retrouvent en finales de division les Pacers pour la revanche de la dernière finale. Ils les battent quatre victoires à trois leur permettant d'aller défier pour le titre les Colonels du Kentucky. Le  18 mai 1971 les Stars l'emportent lors du septième match gagné 131 à 121. Zelmo Beaty est nommé MVP des playoffs, et Bill Sharman remporte son premier titre en tant qu'entraîneur.

### Retour en NBA et un titre
Tout auréolé de son titre de champion ABA, Bill Sharman s'engage pour la Saison 1971-1972 avec les Lakers de Los Angeles pour diriger une équipe de stars Wilt Chamberlain, Jerry West, Gail Goodrich, Pat Riley (futur quintuple champion NBA comme entraîneur) et tous futurs membres du Basketball Hall of Fame. Les Lakers terminent la saison régulière champion de la division Pacifique avec l'excellent bilan de 69 victoires pour 13 défaites. Lors de cette saison régulière les Lakers établissent un record d'invincibilité, qui n'est toujours pas battu de 33 victoires consécutives entre le 5 novembre 1971 (défaite 106-110 face aux Bullets de Baltimore) et le 9 janvier 1972 (défaite 104-120 face aux Bucks de Milwaukee). Après avoir battu en demi-finales de conférence les Bulls de Chicago (4-0) et en finales de conférence les Bucks de Milwaukee (4-2), les Lakers retrouvent en finales NBA les Knicks de New York. Après avoir perdu le premier match, ils gagnent les quatre suivants et gagne le titre de champion NBA 1972. C'est le premier titre des Lakers depuis leur arrivée à Los Angeles en 1960 et le premier depuis le cinquième titre des Lakers de Minneapolis en 1954. Après avoir été nommé entraîneur NBA de l'année, Bill Sharman obtient le titre de Champion NBA comme entraîneur. Il est l'un des deux seuls entraîneurs à avoir remporté les titres ABA et NBA, l'autre étant Alex Hannum (avec les Hawks de Saint-Louis en 1958 et les 76ers de Philadelphie en 1967 pour la NBA et les Oaks d'Oakland en 1969 en ABA), mais c'est le seul a les avoir obtenu deux années consécutivement.

## Récompenses

### Comme joueur
Bill Sharman a été honoré de nombreuses fois dans sa carrière. En plus de ses quatre titres NBA (1957, 1959, 1960 et 1961), il commence par être honoré dans la Consensus All-America Team en 1950 quand il joue avec en université avec l'Trojans d'USC. Il est ensuite nommé quatre fois consécutivement dans la First All-NBA Team (1956 à 1959) et trois fois dans la Second All-NBA Team (1953, 1955 et 1960). Lors du All-Star Game 1955, il reçoit le titre de All-Star Game Most Valuable Player, meilleur joueur de la rencontre.
Il a été sept fois (dont cinq consécutivement) meilleur taux de réussite aux lancers francs de la ligue et deux fois second avec en particulier un taux de réussite de 93,2 % lors de la 1958-1959. En 1953-1954 il est également second de la ligue pour le pourcentage de réussite aux tirs (45 %). Durant trois saisons (1953-1954, 1955-1956 et 1958-1959) il participe à tous les matchs de la saison régulière soit 72.
En 1976 il est intronisé au Basketball Hall of Fame et en 2006, lors de la première promotion, au National Collegiate Basketball Hall of Fame.

### Comme entraîneur
Bill Sharman obtient le titre de l'American Basketball Association en 1971 avec les Stars de l'Utah.
Il est nommé entraîneur de l'année lors de la saison 1971-1972 en tant qu'entraîneur des Lakers de Los Angeles, année où il amène les Lakers au titre NBA. Il devient ainsi un des deux entraîneurs (l'autre étant Alex Hannum) à remporter les titres ABA et NBA et le seul de façon consécutive.
En 2004 il est intronisé au Basketball Hall of Fame (comme entraîneur). Il devient la troisième personne nommée au Basketball Hall of Fame une fois comme joueur puis une fois comme entraîneur, précédé par John Wooden (1961 et 1973) et Lenny Wilkens (1989 et 1998).

## Statistiques

### Universitaires
Le tableau suivant présente les statistiques individuelles de Bill Sharman pendant sa carrière universitaire,.
| Saison    | Club        | Matchs | Matchs | Min. | Points | Points | 2 pts | 2 pts | 2 pts | LF  | LF  | LF     | Rebonds | Rebonds | Pd | Int | C | Bp | FP |
| Saison    | Club        | MJ     | Tit    | Min. | Pts    | PPM    | R     | T     | %     | R   | T   | %      | Rt      | R       | Pd | Int | C | Bp | FP |
| --------- | ----------- | ------ | ------ | ---- | ------ | ------ | ----- | ----- | ----- | --- | --- | ------ | ------- | ------- | -- | --- | - | -- | -- |
| 1946-1947 | USC Trojans | 10     |        |      | 41     | 4,1    | 16    |       |       | 9   | 12  | 75,0 % |         |         |    | -   | - | -  |    |
| 1947-1948 | USC Trojans | 24     |        |      | 238    | 9,9    | 100   |       |       | 38  | 44  | 86,4 % |         |         |    | -   | - | -  |    |
| 1948-1949 | USC Trojans | 24     |        |      | 382    | 15,9   | 142   |       |       | 98  | 125 | 78,4 % |         |         |    | -   | - | -  |    |
| 1949-1950 | USC Trojans | 24     |        |      | 446    | 18,6   | 171   |       |       | 104 | 129 | 80,6 % |         |         |    | -   | - | -  |    |
| Total     | Total       | 82     |        |      | 1 107  | 13,5   | 429   |       |       | 249 | 310 | 80,3 % |         |         |    | -   | - | -  |    |

### Professionnelles

#### En saison régulière
Légende :
- Champion NBA
- Leader de la ligue

gras = ses meilleures performances
Le tableau suivant présente les statistiques individuelles de Bill Sharman pendant sa carrière professionnelle en saison régulière,.
| Saison    | Club                   | Matchs | Matchs | Min. | Points | Points | 2 pts | 2 pts  | 2 pts  | LF    | LF    | LF     | Rebonds | Rebonds | Pd  | Int | C | Bp | FP  |
| Saison    | Club                   | MJ     | Tit    | Min. | Pts    | PPM    | R     | T      | %      | R     | T     | %      | Rt      | R       | Pd  | Int | C | Bp | FP  |
| --------- | ---------------------- | ------ | ------ | ---- | ------ | ------ | ----- | ------ | ------ | ----- | ----- | ------ | ------- | ------- | --- | --- | - | -- | --- |
| 1950-1951 | Capitols de Washington | 31     |        |      | 378    | 12,2   | 141   | 361    | 39,1 % | 96    | 108   | 88,9 % | 96      | 3,1     | 1,3 | -   | - | -  | 2,8 |
| 1951-1952 | Celtics de Boston      | 63     |        | 22,0 | 671    | 10,7   | 244   | 628    | 38,9 % | 183   | 213   | 85,9 % | 221     | 3,5     | 2,4 | -   | - | -  | 2,9 |
| 1952-1953 | Celtics de Boston      | 71     |        | 32,9 | 1 143  | 16,2   | 403   | 925    | 43,6 % | 341   | 401   | 85,0 % | 288     | 4,1     | 2,7 | -   | - | -  | 3,4 |
| 1953-1954 | Celtics de Boston      | 72     |        | 34,3 | 1 155  | 16,0   | 412   | 915    | 45,0 % | 331   | 392   | 84,4 % | 255     | 3,5     | 3,2 | -   | - | -  | 2,9 |
| 1954-1955 | Celtics de Boston      | 68     |        | 36,1 | 1 253  | 16,2   | 453   | 1 062  | 42,7 % | 347   | 387   | 89,7 % | 302     | 4,4     | 4,1 | -   | - | -  | 3,1 |
| 1955-1956 | Celtics de Boston      | 72     |        | 37,5 | 1 434  | 16,0   | 538   | 1 239  | 43,8 % | 358   | 413   | 86,7 % | 259     | 3,6     | 4,7 | -   | - | -  | 2,7 |
| 1956-1957 | Celtics de Boston      | 67     |        | 35,9 | 1 413  | 21,1   | 516   | 1 241  | 41,6 % | 381   | 421   | 90,5 % | 286     | 3,5     | 3,5 | -   | - | -  | 2,8 |
| 1957-1958 | Celtics de Boston      | 63     |        | 35,1 | 1 402  | 22,3   | 550   | 1 297  | 42,4 % | 358   | 413   | 89,3 % | 295     | 2,7     | 2,7 | -   | - | -  | 2,5 |
| 1958-1959 | Celtics de Boston      | 72     |        | 33,1 | 1 466  | 20,4   | 562   | 1 377  | 40,8 % | 342   | 367   | 93,2 % | 292     | 4,1     | 2,5 | -   | - | -  | 2,4 |
| 1959-1960 | Celtics de Boston      | 71     |        | 27,0 | 1 372  | 19,3   | 559   | 1 225  | 45,6 % | 252   | 291   | 86,6 % | 262     | 3,7     | 2,0 | -   | - | -  | 2,2 |
| 1960-1961 | Celtics de Boston      | 61     |        | 25,2 | 976    | 16,0   | 383   | 908    | 42,2 % | 210   | 228   | 92,1 % | 223     | 3,7     | 2,4 | -   | - | -  | 2,1 |
| Total     | Total                  | 711    |        | 32,0 | 12 665 | 17,8   | 4 761 | 11 168 | 42,6 % | 3 143 | 3 559 | 88,3 % | 2 779   | 3,9     | 3,0 | -   | - | -  | 2,7 |

#### En Playoffs
Le tableau suivant présente les statistiques individuelles de Bill Sharman pendant sa carrière professionnelle en playoffs,.
| Saison    | Club              | Matchs | Matchs | Min. | Points | Points | 2 pts | 2 pts | 2 pts  | LF  | LF  | LF     | Rebonds | Rebonds | Pd  | Int | C | Bp | FP  |
| Saison    | Club              | MJ     | Tit    | Min. | Pts    | PPM    | R     | T     | %      | R   | T   | %      | Rt      | R       | Pd  | Int | C | Bp | FP  |
| --------- | ----------------- | ------ | ------ | ---- | ------ | ------ | ----- | ----- | ------ | --- | --- | ------ | ------- | ------- | --- | --- | - | -- | --- |
| 1951-1952 | Celtics de Boston | 1      |        | 27,0 | 15     | 15,0   | 7     | 12    | 58,3 % | 1   | 1   | 100 %  | 3       | 3,0     | 7,0 | -   | - | -  | 4,0 |
| 1952-1953 | Celtics de Boston | 6      |        | 33,5 | 70     | 11,7   | 20    | 60    | 33,3 % | 30  | 32  | 93,8 % | 15      | 2,5     | 2,5 | -   | - | -  | 4,3 |
| 1953-1954 | Celtics de Boston | 6      |        | 34,3 | 113    | 18,8   | 35    | 81    | 43,2 % | 43  | 50  | 86,0 % | 28      | 4,2     | 1,7 | -   | - | -  | 4,8 |
| 1954-1955 | Celtics de Boston | 7      |        | 41,4 | 145    | 20,7   | 55    | 110   | 50,0 % | 35  | 38  | 92,1 % | 35      | 5,4     | 5,4 | -   | - | -  | 3,4 |
| 1955-1956 | Celtics de Boston | 3      |        | 37,5 | 52     | 18,8   | 18    | 46    | 39,1 % | 16  | 17  | 94,1 % | 7       | 2,3     | 4,0 | -   | - | -  | 2,3 |
| 1956-1957 | Celtics de Boston | 10     |        | 37,7 | 211    | 21,1   | 75    | 197   | 38,1 % | 61  | 64  | 95,3 % | 35      | 3,5     | 2,9 | -   | - | -  | 2,3 |
| 1957-1958 | Celtics de Boston | 11     |        | 36,9 | 232    | 21,1   | 90    | 221   | 40,7 % | 52  | 56  | 92,9 % | 54      | 4,9     | 2,3 | -   | - | -  | 2,5 |
| 1958-1959 | Celtics de Boston | 11     |        | 29,3 | 221    | 20,1   | 82    | 193   | 42,5 % | 57  | 59  | 96,6 % | 36      | 3,3     | 2,5 | -   | - | -  | 3,2 |
| 1959-1960 | Celtics de Boston | 13     |        | 28,0 | 219    | 16,8   | 88    | 209   | 42,1 % | 43  | 53  | 81,1 % | 45      | 3,5     | 1,5 | -   | - | -  | 1,7 |
| 1960-1961 | Celtics de Boston | 10     |        | 26,1 | 168    | 16,8   | 68    | 133   | 51,1 % | 32  | 36  | 88,9 % | 27      | 2,7     | 1,7 | -   | - | -  | 2,2 |
| Total     | Total             | 78     |        | 33,0 | 1 446  | 18,5   | 538   | 1 262 | 42,6 % | 370 | 406 | 91,1 % | 285     | 3,7     | 2,6 | -   | - | -  | 2,8 |

### Comme entraîneur
Statistiques de Bill Sharman comme entraîneur
| Équipe                    | Ligue | Année     | Saison Régulière | Saison Régulière | Saison Régulière | Saison Régulière      | Playoffs  | Playoffs | Playoffs   | Playoffs                   |
| Équipe                    | Ligue | Année     | Victoires        | Défaites         | % victoire       | Classement            | Victoires | Défaites | % victoire | Résultat                   |
| ------------------------- | ----- | --------- | ---------------- | ---------------- | ---------------- | --------------------- | --------- | -------- | ---------- | -------------------------- |
| Warriors de San Francisco | NBA   | 1966-1967 | 44               | 37               | 54,3 %           | 1er Ouest             | 9         | 6        | 60,0 %     | Finales de NBA             |
| Warriors de San Francisco | NBA   | 1967-1968 | 43               | 39               | 52,4 %           | 3e Ouest              | 4         | 6        | 40,0 %     | Finales de Division        |
| Stars de Los Angeles      | ABA   | 1968-1969 | 33               | 45               | 42,3 %           | 4e division Ouest ABA | -         | -        | -          | Non qualifié               |
| Stars de Los Angeles      | ABA   | 1969-1970 | 43               | 41               | 51,2 %           | 4e division Ouest ABA | 10        | 7        | 58,8 %     | Finales ABA                |
| Stars de l'Utah           | ABA   | 1970-1971 | 57               | 27               | 67,9 %           | 2e division Ouest ABA | 12        | 6        | 66,7 %     | Champion ABA               |
| Lakers de Los Angeles     | NBA   | 1971-1972 | 69               | 13               | 84,1 %           | 1er Pacifique         | 12        | 3        | 80,0 %     | Champion NBA               |
| Lakers de Los Angeles     | NBA   | 1972-1973 | 60               | 22               | 73,2 %           | 1er Pacifique         | 9         | 8        | 52,9 %     | Finales NBA                |
| Lakers de Los Angeles     | NBA   | 1973-1974 | 47               | 35               | 47,3 %           | 1er Pacifique         | 1         | 4        | 20,0 %     | demi-finales de Conférence |
| Lakers de Los Angeles     | NBA   | 1974-1975 | 30               | 52               | 36,6 %           | 5e Pacifique          | -         | -        | -          | Non qualifié               |
| Lakers de Los Angeles     | NBA   | 1975-1976 | 40               | 42               | 48,8 %           | 4e Pacifique          | -         | -        | -          | Non qualifié               |
| Total                     | Total | Total     | 466              | 453              | 56,9 %           | -                     | 57        | 40       | 58,8 %     | -                          |
| NBA                       | NBA   | NBA       | 333              | 240              | 58,1 %           | -                     | 35        | 27       | 56,5 %     | -                          |
| ABA                       | ABA   | ABA       | 133              | 113              | 54,1 %           | -                     | 22        | 13       | 62,9 %     | -                          |

## Pour approfondir

#### Ouvrages dont il est l'auteur
- (en) Bill Sharman et Bob Seizer, The Wooden-Sharman Method : A Guide to Winning Basketball, MacMillan Publishing Company, 1er janvier 1975, 127 p. (ISBN 978-0-02-631300-1)
- (en) Bill Sharman, Main Line Steam : 25 Glorious Years of Preservation, Atlantic Transport Publishers, novembre 1997, 144 p. (ISBN 978-0-906899-76-2)
- (en) Bill Sharman, Sharman on basketball shooting, Prentice-Hall, 1965, 3e éd., 222 p.

#### Autres ouvrages
- (en) Adam Augustyn, The Britannica Guide to Basketball, The Rosen Publishing Group, 2011, 221 p. (ISBN 978-1-61530-528-5, présentation en ligne)
- (en) Mike Carey et Michael D. McClellan, Boston Celtics : Where Have You Gone? Robert Parish, Nate Archibald, Bill Sharman and Other Celtic Greats, Sports Publishing LLC, 2005 (réimpr. octobre 2012), 208 p. (ISBN 978-1-61321-062-8)
- (en) Ted St Martin et Frank Frangie (préf. Bill Sharman), The Art of Shooting Baskets : From the Free Throw to the Slam Dunk, McGraw-Hill Companies, 1er octobre 1992, 144 p. (ISBN 978-0-8092-4009-8)
- (en) Peter C B Jarkman, The Boston Celtics Encyclopedia, Sports Publishing LLC, 23 octobre 2002, 2e éd., 350 p. (ISBN 978-1-58261-564-6, présentation en ligne), p. 97
- (en) Jeff Greenfield, The world's greatest team : A portrait of the Boston Celtics, 1957-69, Random House, 1976, 208 p. (ISBN 978-0-394-49560-6)